# Kasteel van Tramayes
Het Kasteel van Tramayes (Frans: Château de Tramayes) is een kasteel in de Franse gemeente Tramayes. Het kasteel is een beschermd historisch monument sinds 1977.